# Lacul Nyasa
Lacul Nyasa sau Nyassa (Malawi) este un lac tectonic navigabil, situat în sud estul Africii, în cadrul Marelui Graben Est-African, la 472 m altitudine, între statele Malawi, Tanzania și Mozambic. De aici izvorăște râul Shire, afluent al fluviului Zambezi. 

## Istorie
Portughezii au ajuns pe malul estic al lacului încă din anul 1616. Ei au numit acestă regiune Maravi, ceea ce în limba chichewa înseamnă "ținutul flăcărilor". Deoarece în această limbă nu se face diferențierea între literele "l" și "r" sau "v" și "w", Maravi s-a transformat în Malawi.
În cursul celei de a doua expediții în estul Africii, exploratorul scoțian David Livingstone a urcat pe cursul fluviului Zambezi. De la gura de vărsare a râului Shire s-a îndreptat către nord și anul 1859, a ajuns pe malul unui rezervor de apă de dimensiuni impresionante. Livingstone cercetează marele Lac Nyasa, căruia îi întocmește prima hartă exactă în anul 1861.
Britanicii au numit terenurile situate la vest de acesta "districtele de lângă Lacul Nyasa".
În scurt timp, au inițiat o imensă activitate de misionariat și au proclamat regiunea protectorat al Coroanei. Scopul lor era să își apere interesele în fața portughezilor și să protejeze populația locală de negustorii de sclavi, care bântuiau pe aceste meleaguri de peste 200 de ani.
În anul 1864, Marea Britanie a recunoscut independența coloniilor care făceau parte din Federația Rhodesia-Nyassaland. Pentru tânărul stat Malawi (fost Nyassaland), lacul este una dintre cele mai importante surse de venituri, precum și un permanent motiv de conflict cu statul învecinat Tanzania, care nu a fost luat în considerare în momentul delimitării granițelor. Granița dintre Malawi și Mozambic trece prin centrul lacului, pe când cea dintre Malawi și Tanzania urmează malul său estic. Neînțelegerile legate de locul de pe lac pe unde trece granița continuă și astăzi, motivul lor principal îl constituie resursele bogate de pește.

## Geografie
Malurile Lacului Nyasa (Malawi), care este situat într-o zonă de munte, se ridică abrupt până la înălțimi de peste 3.000 de metri. Cu toate acestea, adâncimea sa maximă se află sub nivelul mării (231 m sub nivelul mării).
Pe malurile lacului se învecinează trei state: Malawi (căruia îi aparține cea mai mare parte a bazinului), precum și Tanzania și Mozambic la est și la sud-est. Suprafața lacului Nyasa (Malawi) se schimbă semnificativ în funcție de anotimp. valorile variază între 24.000 și 30.000 km² . Nu există însă nici o îndoială asupra faptului că acesta este al treilea rezervor de apă ca mărime din Africa. Oglinda lacului se află la o altitudine medie de 500 metri deasupra nivelului mării, pe când punctul în care se înregistrează adâncimea maximă (aproximativ 700 metri), dintre localitățile Liuli și Nkhata Bay, este situat sub nivelul mării, formând o așa-numită criptodepresiune.
Lacul Nyasa (Malawi) este alimentat cu apă de numeroase râuri, care își au izvoarele în munții din apropiere. Cele mai mari dintre acestea sunt Ruhuhu și Songwe. La sud, din lac se scurge râul Shire, un afluent al fluviului Zambezi, care se varsă în Oceanul Indian. Lacul Nyasa (Malawi) este înconjurat la nord, din ambele părți, de munți abrupți și înalți. La nord de bazin se întinde masivul Rungwe, piscul său cel mai înalt măsurând 3.175 metri altitudine.

## Climă
Clima este ecuatorială, cu căderi abundente de precipitații, cu excepția sezonului uscat (din mai până în octombrie). Temperatura medie anuală variază între +20 °C și +27 °C.

## Economie
Economia are la bază pescuitul și prelucrarea peștelui, exportul de pești decorativi și navigație (feriboturi și vase de mărfuri).

## Faună

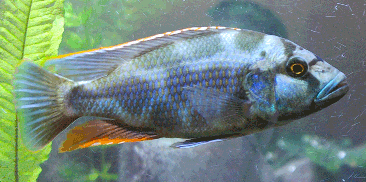

Lacul Nyasa (numit Malawi în statul cu același nume) este un mediu în care trăiesc numeroase specii de animale. Alături de pești, aici mai pot fi întâlnite păsări acvatice, hipopotami și crocodili. Aproximativ 90% din speciile de plante și de animale care trăiesc în lac nu mai pot fi întâlnite nicăieri altundeva în lume. Pe malul sudic al lacului, care aparține statului Malawi, a fost deschis "Parcul Național Lacul Malawi, înscris în Patrimoniul Mondial UNESCO. 

Fauna lacului servește drept hrană locuitorilor statului Malawi, fiind totodată exportată în mare măsură.